# 潘常武翁戎螺
潘常武翁戎螺（学名：Entemnotrochus panchangwui），是一種已滅絕的翁戎螺。由業餘考古學研究者潘常武發現，化石在南投縣中寮鄉大坑中新世南港層出土，種名取自化石採集者潘常武先生。

## 外部連接
- 潘常武翁戎螺模式標本 （页面存档备份，存于） - 數位典藏與數位學習聯合目錄